# Bataille de Shiloh
Pour les articles homonymes, voir Shiloh (homonymie).
Guerre de Sécession
Batailles
Campagne de Shiloh
- Belmont
- Fort Henry
- Fort Donelson
- Shiloh
- Corinth

La bataille de Shiloh fut un affrontement majeur du théâtre occidental de la guerre de Sécession qui eut lieu les 6 et 7 avril 1862 dans le sud-ouest du Tennessee. Une armée de l'Union commandée par le major-général Ulysses S. Grant avait pénétré profondément dans le territoire sudiste en longeant la rivière Tennessee et avait établi son camp à Pittsburg Landing sur la rive ouest du fleuve. Les puissances confédérées des généraux Albert Sidney Johnston et Pierre Gustave Toutant de Beauregard lancèrent une attaque surprise sur l'armée nordiste.
Le premier jour de la bataille, les Confédérés attaquèrent avec l'objectif de repousser les nordistes dans les marais de Owl Creek à l'ouest de la rivière et avec l'espoir de vaincre l'armée du Tennessee de Grant avant l'arrivée prévue de l'armée de l'Ohio du major-général Don Carlos Buell. La confusion liée à la violence des combats permit aux hommes de Grant de se retirer vers le nord-est en direction de Pittsburg Landing, une position située sur une route partiellement inondée surnommée Hornet's Nest. La défense nordiste, soutenue par de nombreuses pièces d'artillerie, parvint à repousser l'attaque sudiste dans l'après-midi. Le général Johnston fut tué durant le premier jour de la bataille et Beauregard, son commandant en second, décida de lancer une attaque dans la soirée.
Cette offensive fut cependant contrecarrée par l'arrivée des renforts de l'armée de l'Ohio et les commandants de l'Union déclenchèrent à l'aube une contre-attaque sur l'ensemble de la ligne. Les sudistes furent forcés de se replier en direction de Corinth et ne pouvaient plus s'opposer à l'avancée de l'Union dans le nord du Mississippi. La bataille fut, à ce moment, la plus sanglante de l'histoire des États-Unis.

## Contexte et forces en présence
Après les pertes de Fort Henry et de Fort Donelson en février 1862, le général confédéré Albert Sidney Johnston retira ses troupes dans l'ouest du Tennessee et le nord du Mississippi et de l'Alabama pour leur permettre de se réorganiser. Au début du mois de mars, le major-général Henry W. Halleck de l'Union répondit en ordonnant à Grant et à son armée de l'ouest du Tennessee (elle sera ensuite plus connue sous le nom d'armée du Tennessee) de mener une invasion du Sud en longeant le fleuve Tennessee. Halleck ordonna ensuite à Grant de rester à Fort Henry et confia le commandement de l'expédition à un subordonné, C.F. Smith, récemment élevé au grade de major-général. Plusieurs auteurs avancent qu'Halleck prit cette décision du fait de son animosité personnelle et professionnelle envers Grant. Cependant, Halleck rendit le commandement à Grant, peut-être à cause d'une demande du président Abraham Lincoln. Au début du mois d'avril, Grant disposait de cinq divisions à Pittsburg Landing dans le Tennessee et d'une sixième à proximité. Dans le même temps, les prérogatives de Halleck furent élargies et il commandait à présent l'armée de Buell dans l'Ohio. Buell reçut l'ordre de rejoindre Grant et ce dernier quitta Nashville pour se rendre à Pittsburg Landing. Halleck voulait mener personnellement la campagne dont l'objectif était la capture de la voie ferrée Memphis and Charleston, une ligne de ravitaillement vitale entre la vallée du Mississippi, Memphis et Richmond.

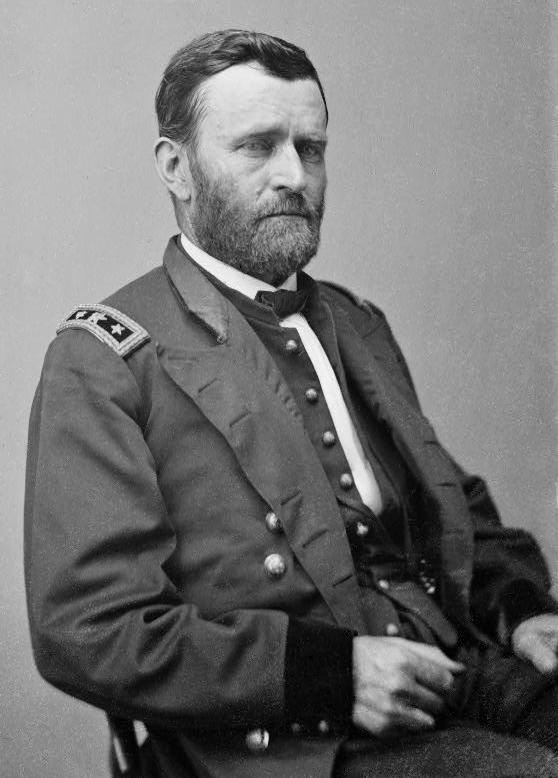
Maj. Gen. Ulysses S. Grant, États-Unis
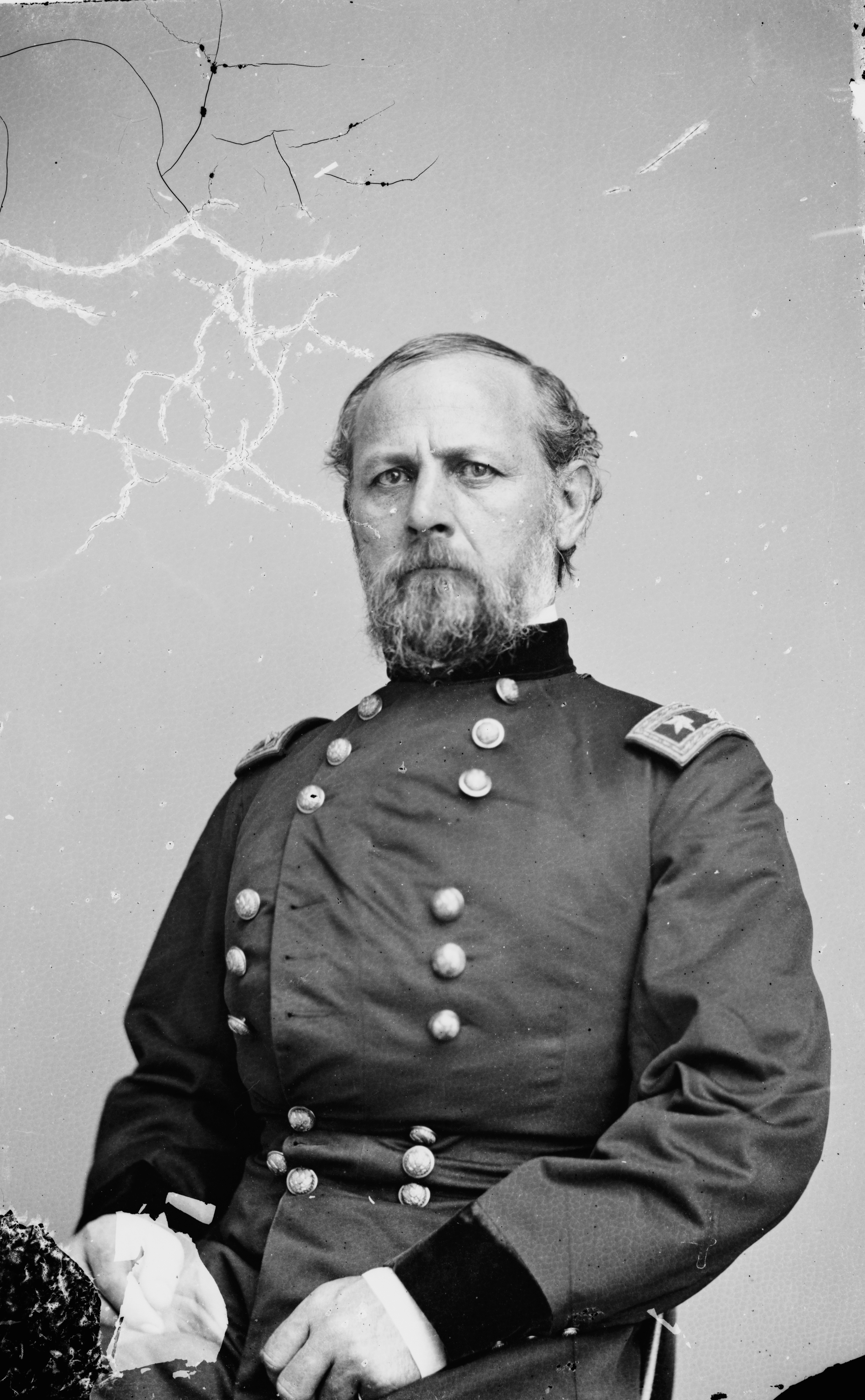
Maj. Gen. Don Carlos Buell, États-Unis
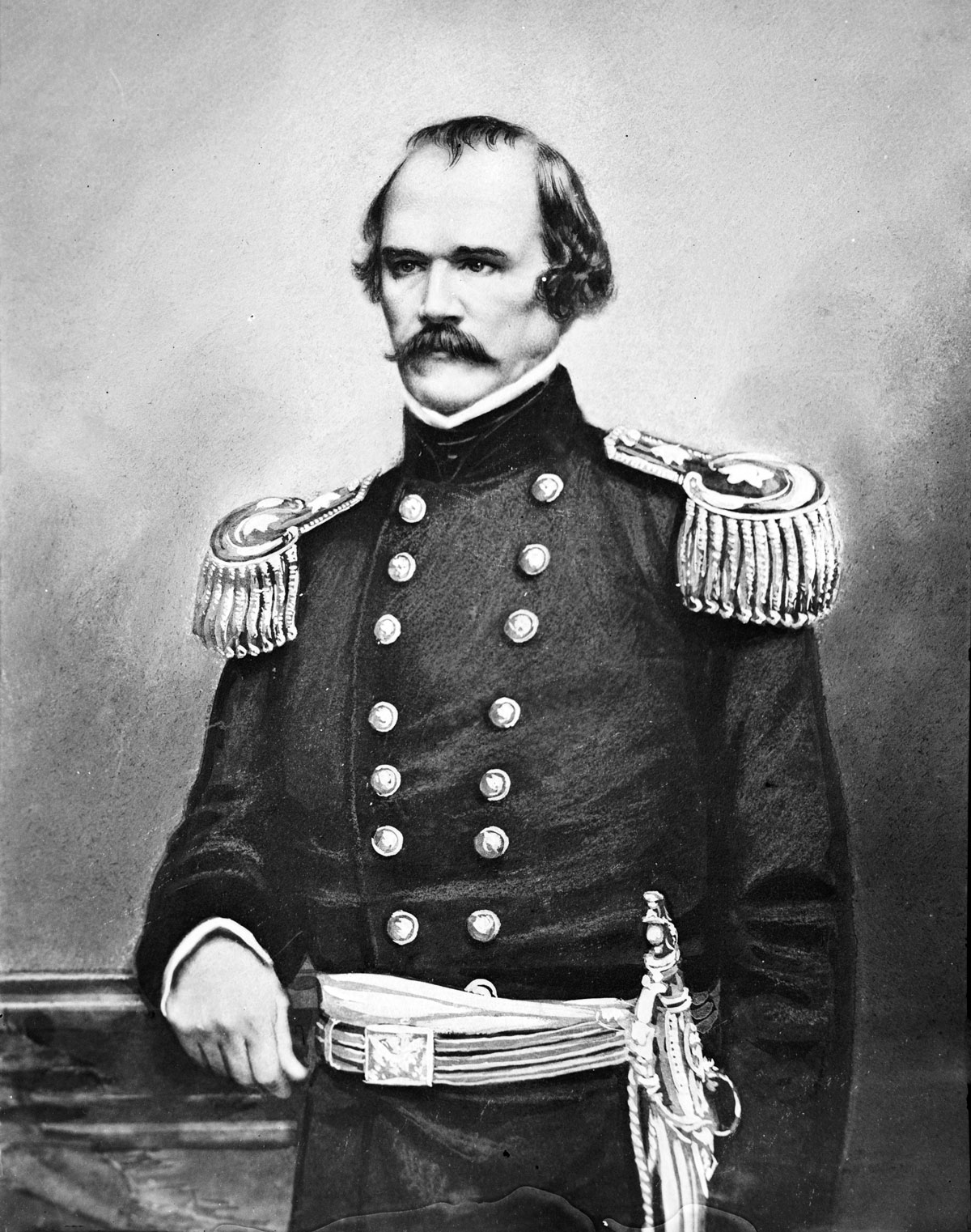
Gen. Albert Sidney Johnston, États confédérés
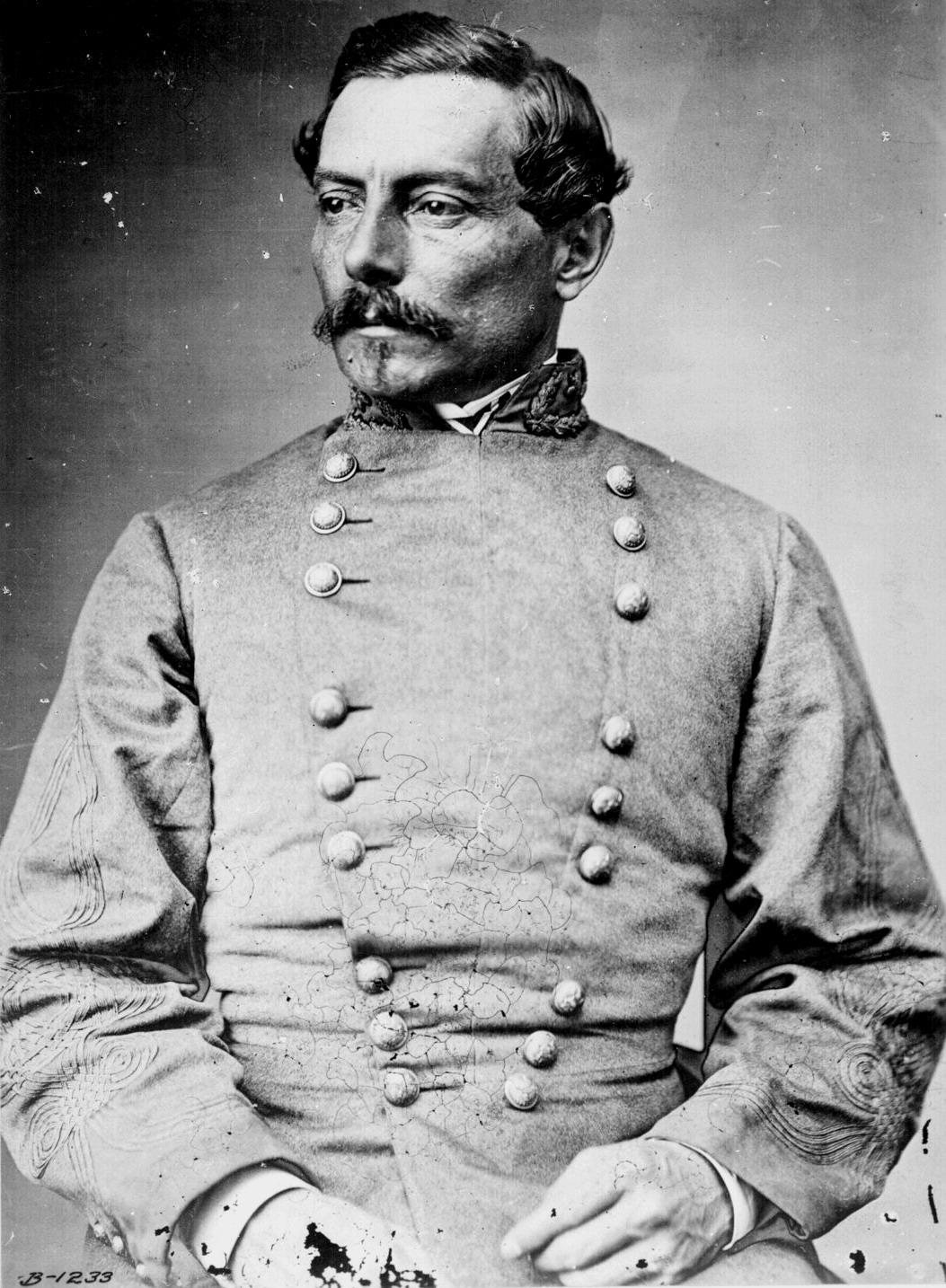
Gen. P. G. T. Beauregard, États confédérés

Les 48 894 hommes de Grant étaient répartis en six divisions menées par les majors-généraux John A. McClernand et Lew Wallace et les brigadiers-généraux W. H. L. Wallace (remplaçant Charles Ferguson Smith blessé à la jambe), Stephen A. Hurlbut, William T. Sherman et Benjamin M. Prentiss. Au début du mois d'avril, les six divisions se trouvaient sur la rive occidentale du fleuve Tennessee ; le camp de Lew Wallace était situé à Crump's Landing et le reste des troupes se trouvait plus au sud à Pittsburg Landing. Au cours de la guerre, Grant gagna une réputation de commandant agressif plus préoccupé par l'attaque que par la défense. Son campement à Pittsburg Landing en est un exemple : son armée était dispersée autour d'une petite église en bois appelée Shiloh (un mot hébreu signifiant « lieu de paix ») et réalisait des exercices pour entrainer ses nombreuses recrues en attendant Buell. Aucun retranchement ou dispositif défensif n'avait été mis en place. Dans ses mémoires, Grant réagit à ces critiques : « D'ailleurs, mes troupes, officiers et soldats, avaient plus besoin d'entrainement et de discipline que d'expérience avec la pioche, la pelle et la hache… J'ai donc conclu que les exercices et la discipline seraient plus utiles à nos hommes que les fortifications. » La division de Lew Wallace se trouvait à 8 km en amont (au nord) à Crump's Landing sur une position destinée à empêcher le déploiement des batteries confédérées et à bloquer la voie ferrée à Bethel Station.
À la veille de la bataille, le 5 avril, la première des divisions de Buell, commandée par le brigadier-général William "Bull" Nelson, arriva à Savannah et Grant lui ordonna d'y rester et de ne pas traverser immédiatement la rivière. Le reste de l'armée de Buell avançait encore vers Savannah et seuls des éléments de quatre de ses divisions, 17 918 hommes au total, arrivèrent à temps pour jouer un rôle dans la bataille.

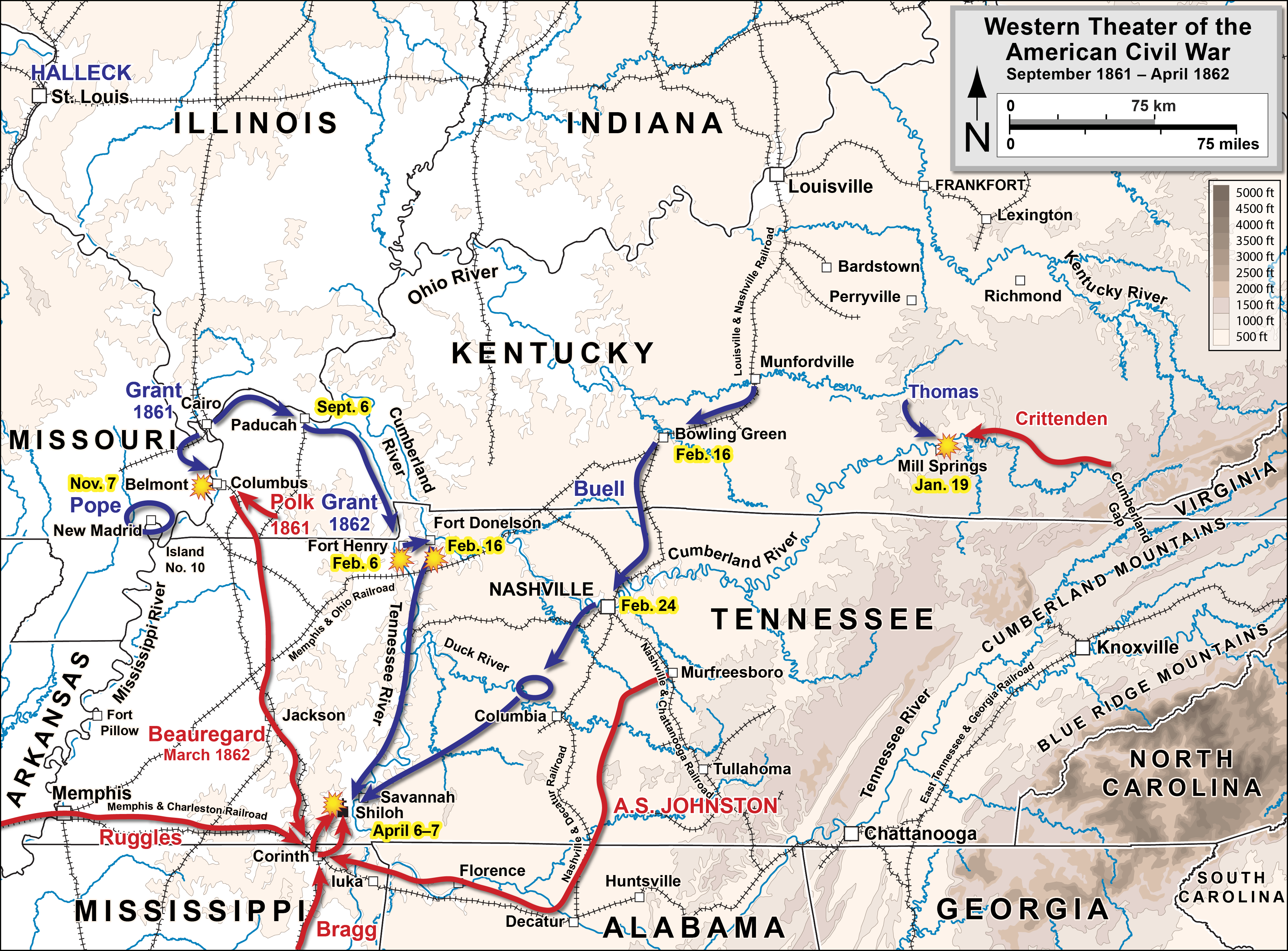
Théâtre occidental au début de l'année 1862.
Confédération
Union

Du côté confédéré, Johnston nomma sa nouvelle force, armée du Mississippi et concentra ses 55 000 hommes autour de Corinth à environ 30 km au sud de la position de Grant. 44 699 soldats quittèrent la ville le 3 avril pour surprendre Grant avant l'arrivée de Buell. Ils étaient organisés en quatre grands corps commandés par :
- le major-général Leonidas Polk, avec deux divisions menées par les brigadier-généraux Charles Clark et le major-général Benjamin F. Cheatham ;
- le major-général Braxton Bragg, avec deux divisions menées par les brigadier-généraux Daniel Ruggles et Jones M. Withers ;
- le major-général William J. Hardee, avec trois brigades menées par les brigadiers-généraux Thomas C. Hindman, Patrick Cleburne et Sterling A. M. Wood ;
- le brigadier-général John C. Breckinridge, en réserve avec trois brigades menées par les colonels Robert Trabue et Winfield S. Statham et le brigadier-général John S. Bowen[10].

À la veille de la bataille, les armées nordistes et sudistes étaient de taille équivalente mais les Confédérés ne disposaient que de vieilles armes dont des carabines, des fusils de chasse, des pistolets, des fusils à silex et même quelques piques. Néanmoins, certains régiments possédaient des fusils Enfield. Ils avaient également peu d'expérience et les unités de Braxton Braggs de Pensacola et de Mobile étaient les plus expérimentées. L'armée de Grant comprenait 32 régiments sur 62 qui avaient combattu à Fort Donelson. La moitié de son artillerie et l'essentiel de sa cavalerie étaient également des vétérans.
Le commandant en second de Johnston était P.G.T. Beauregard, qui le pressa de ne pas attaquer Grant. Il s'inquiétait du fait que les essais de tir des soldats confédérés après deux jours de pluie avaient éliminé l'élément de surprise. Johnston refusa le conseil de Beauregard et lui déclara qu'il « attaquerait même s'ils étaient un million ». Malgré les inquiétudes fondées de Beauregard, les forces de l'Union n'entendirent pas l'armée en approche et elles restèrent complètement ignorantes de la présence du camp adverse à environ 5 km.
Le plan de Johnston était d'attaquer l'aile gauche de Grant pour séparer l'armée nordiste du soutien de ses canonnières (et de sa voie de retraite) sur le fleuve Tennessee et la repousser à l'ouest dans les marais de Snake Creek et de Owl Creek où elle pourrait être détruite. L'attaque était initialement prévue pour le 4 avril mais elle fut retardée de 48 heures. Beauregard s'inquiéta à nouveau de la perte de l'élément de surprise et il demanda le repli vers Corinth mais Johnston refusa.

## 6 avril

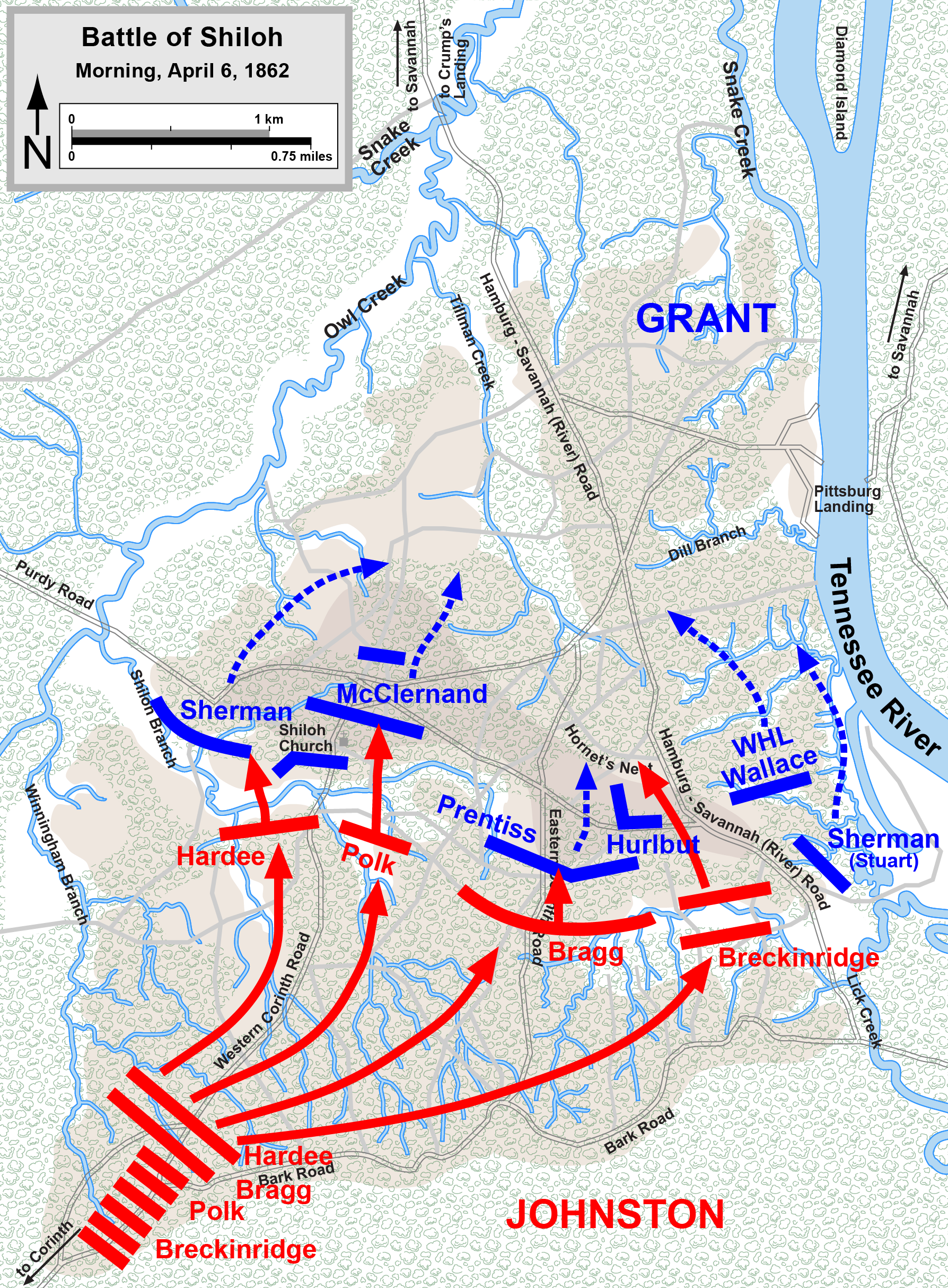
Carte de la bataille de Shiloh, matin du 6 avril 1862.

### Attaque surprise
À 6 heures le matin du 6 avril, l'armée de Johnston s'était déployée pour la bataille le long de la route de Corinth. Les troupes avaient passé toute la nuit dans un bivouac à 3 km du camp de l'Union sans être repérées. Leur approche se fit également discrètement et l'attaque matinale fut une surprise totale pour les soldats nordistes qui n'avaient mis en place aucun préparatif d'alerte. Grant avait télégraphié à Halleck dans la nuit du 5 avril, « Je ne crois guère à une attaque (générale) contre nous mais je serais prêt pour cette éventualité. » La préparation de Grant se révéla cependant insuffisante. Sherman, le commandant informel du camp de Pittsburg Landing, ne croyait pas que les Confédérés étaient à proximité et il rejeta toute idée d'une offensive depuis le sud, croyant que Johnston attaquerait à l'ouest depuis Purdy. Lorsqu'un colonel de l'Ohio avertit Sherman qu'une attaque était imminente, le général lui répondit « Ramenez votre foutu régiment en Ohio. Il n'y a aucun ennemi avant Corinth. » Le matin de l'attaque, le colonel Everett Peabody, commandant la 1re brigade de Prentiss, avait envoyé des éléments du 25e régiment d'infanterie du Missouri en reconnaissance et ils engagèrent les avant-postes confédérés à 5 h 15. L'escarmouche permit aux troupes de l'Union de commencer à se positionner mais le commandement n'était pas préparé à une attaque ennemie.
L'alignement confus des troupes confédérées réduisit également l'efficacité de l'attaque car Johnston et Beauregard n'avaient pas de plan de bataille unifié. Johnston avait télégraphié au président Jefferson Davis que l'attaque serait menée par « Polk à gauche, Bragg au centre, Hardee à droite et Breckinridge en réserve ». Sa stratégie mettait l'accent sur le flanc droit pour séparer l'armée de l'Union du fleuve Tennessee, sa ligne de ravitaillement et sa voie de retraite. Johnston ordonna à Beauregard de rester à l'arrière et de diriger les renforts et le ravitaillement où ils seraient nécessaires tandis qu'il mènerait ses troupes en première ligne. Il cédait ainsi virtuellement le contrôle de la bataille à Beauregard qui avait un plan différent dont l'objectif était de repousser l'armée de l'Union vers l'est en direction du fleuve. Les corps de Hardee et de Bragg commencèrent l'assaut avec toutes leurs unités déployées sur une ligne de 5 km de long. Lors de leur progression, les unités se mélangèrent et elles devinrent difficiles à contrôler. Comme l'offensive était menée sur tout le front, les tirs d'artillerie ne pouvaient être concentrés pour permettre une percée. Vers 7 h 30, Beauregard, depuis sa position en retrait, ordonna à Polk et Breckinridge d'avancer à gauche et à droite de la ligne, ce qui réduisit leur efficacité. L'attaque se transforma donc en une charge frontale menée par une unique formation linéaire qui manquait de profondeur et de réserves pour remporter la victoire.

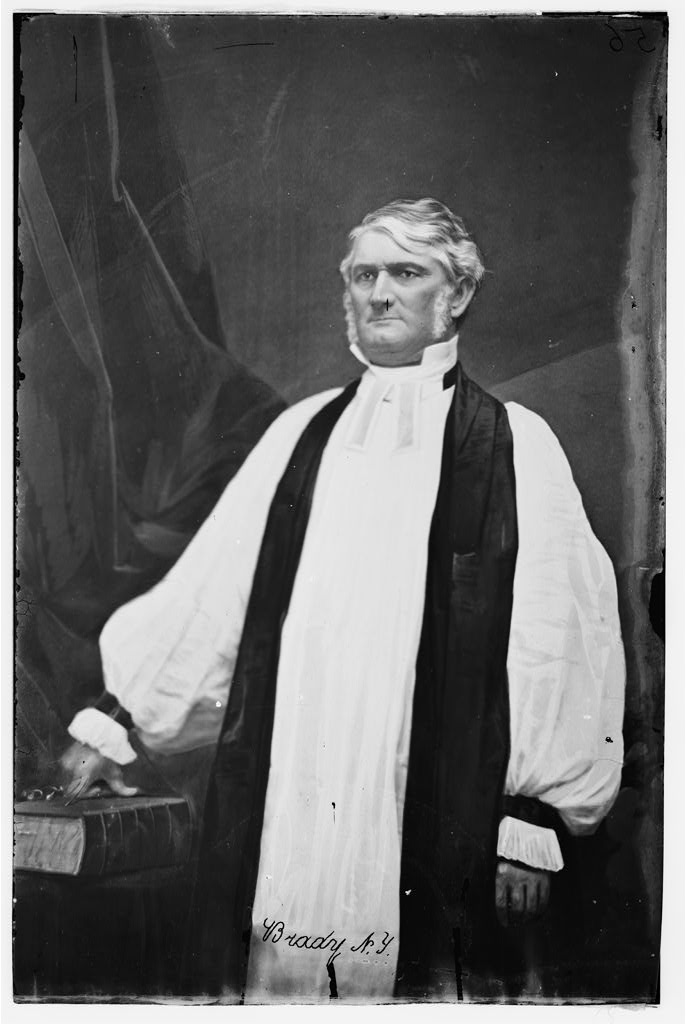
Maj. Gen. Leonidas Polk, États confédérés
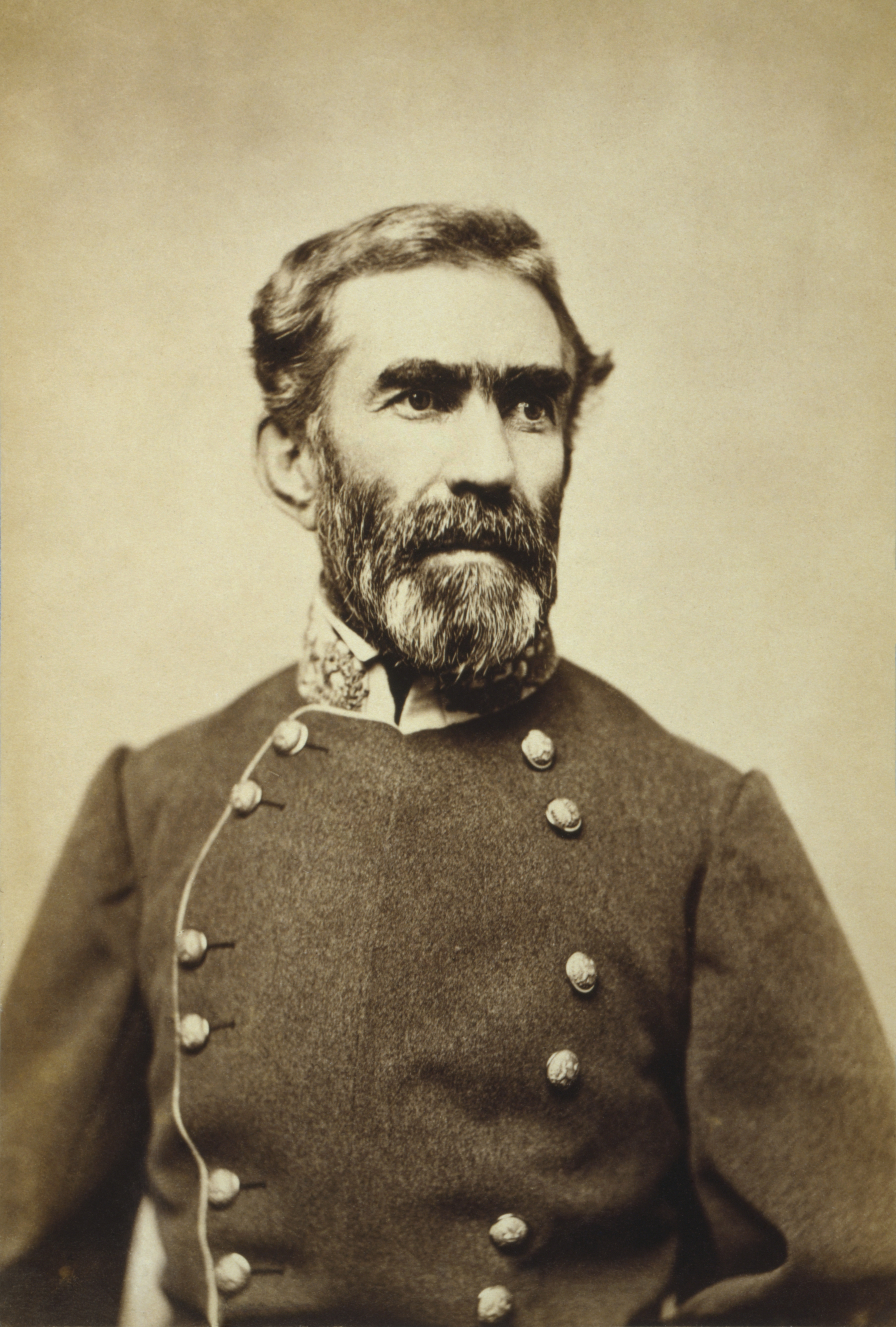
Maj. Gen. Braxton Bragg, États confédérés
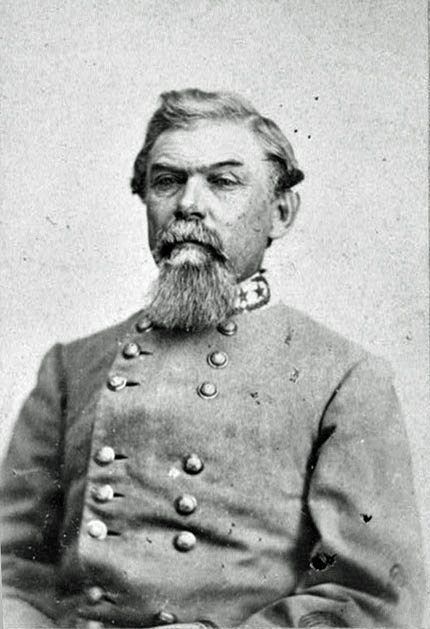
Maj. Gen. William J. Hardee, États confédérés
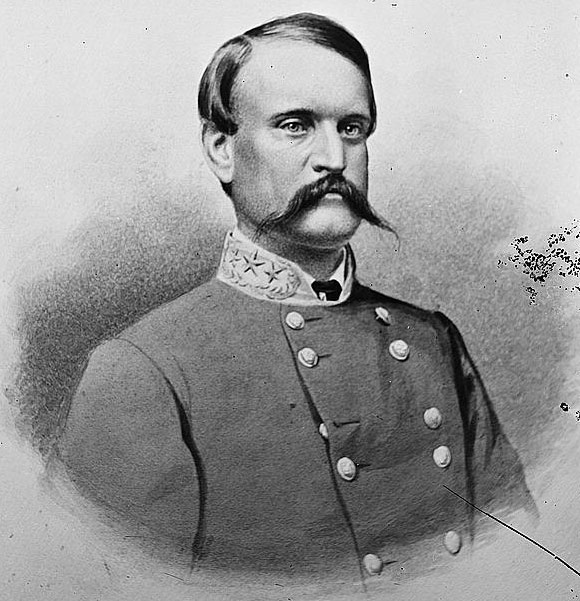
Brig. Gen. John C. Breckinridge, États confédérés

### Ralliement de Grant et de Sherman
L'assaut, malgré quelques insuffisances, fut violent et certaines des unités inexpérimentées de l'armée de Grant se replièrent en direction du fleuve Tennessee. D'autres résistèrent plus longtemps mais furent forcées de se replier du fait de la pression sudiste et tentèrent de former de nouvelles lignes défensives. De nombreux régiments se fragmentèrent complètement et les compagnies et les sections sur le terrain suivaient les ordres des officiers les plus proches et pas nécessairement ceux de leurs unités. À ce moment, Sherman, qui avait été l'une des causes de l'impréparation de l'armée de l'Union, commença à jouer un rôle décisif. Il se déplaça tout le long de la ligne de front pour galvaniser ses hommes et les encourager à résister malgré les lourdes pertes de chaque côté. Il fut légèrement blessé à deux reprises et trois de ses montures furent successivement abattues. L'historien James M. McPherson avance que la bataille de Shiloh fut le tournant de la vie de Sherman et l'aida à devenir l'un des plus grands généraux nordistes de la guerre. La division de Sherman supporta le gros de l'attaque sudiste et malgré de lourdes pertes et l'effondrement de son flanc droit, elle résista avec opiniâtreté. Les troupes nordistes furent lentement repoussées jusqu'à une position derrière l'église de Shiloh. La division de John Alexander McClernand stabilisa temporairement la ligne mais les forces de Johnston continuèrent de progresser jusqu'à midi et enlevèrent successivement les positions nordistes. Lors de leur avancée, les Confédérés abandonnèrent leurs mousquets à silex et s'emparèrent des fusils abandonnés par les troupes de l'Union en retraite. Le général Grant se trouvait à environ 16 km au nord à Savannah. Le 4 avril, il avait été blessé lorsque son cheval avait trébuché. Il était convalescent et ne pouvait pas marcher sans béquilles. Il entendit les tirs d'artillerie et rejoignit rapidement le champ de bataille en bateau vers 8 h 30. Il demanda l'envoi immédiat de renforts qui semblaient suffisamment proches pour arriver rapidement car la division de Bull Nelson se trouvait à Savannah et celle de Lew Wallace était à Crump's Landing. Cependant, les premiers éléments de la division de Nelson n'arrivèrent que dans la soirée et la lenteur de la progression de Wallace fut particulièrement critiquée.

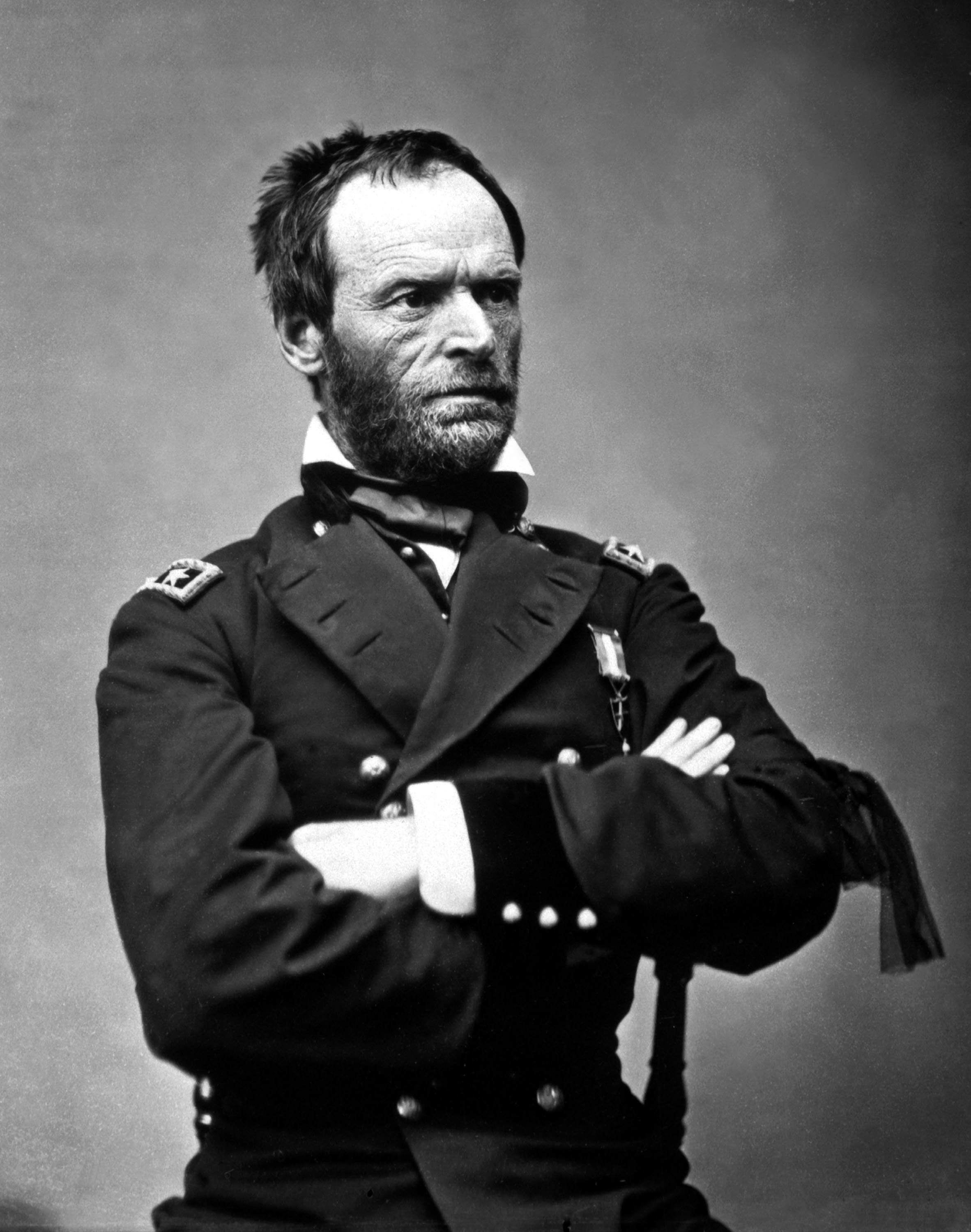
Brig. Gen. William T. Sherman, États-Unis
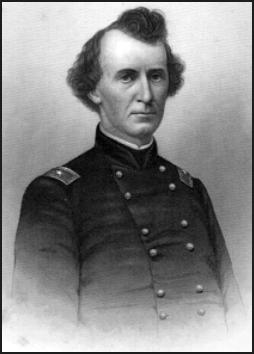
Brig. Gen. W. H. L. Wallace, États-Unis
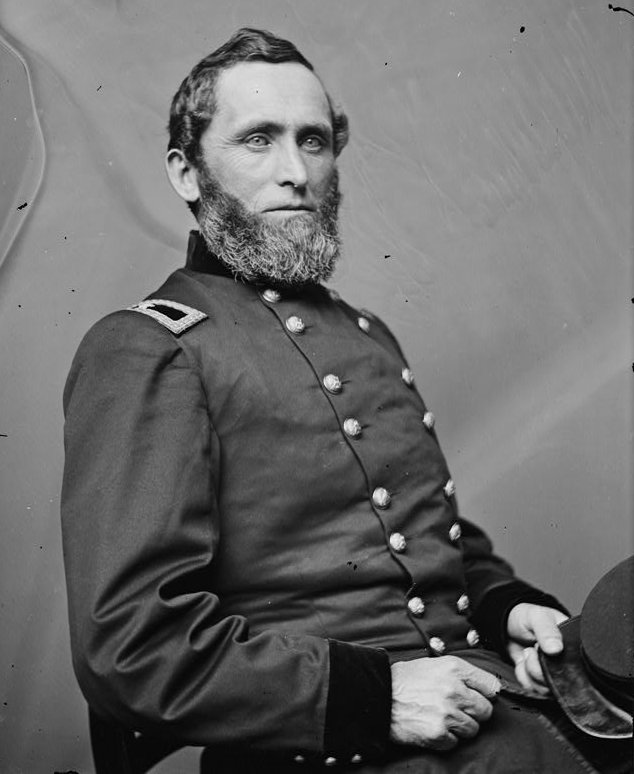
Brig. Gen. Benjamin Prentiss, États-Unis
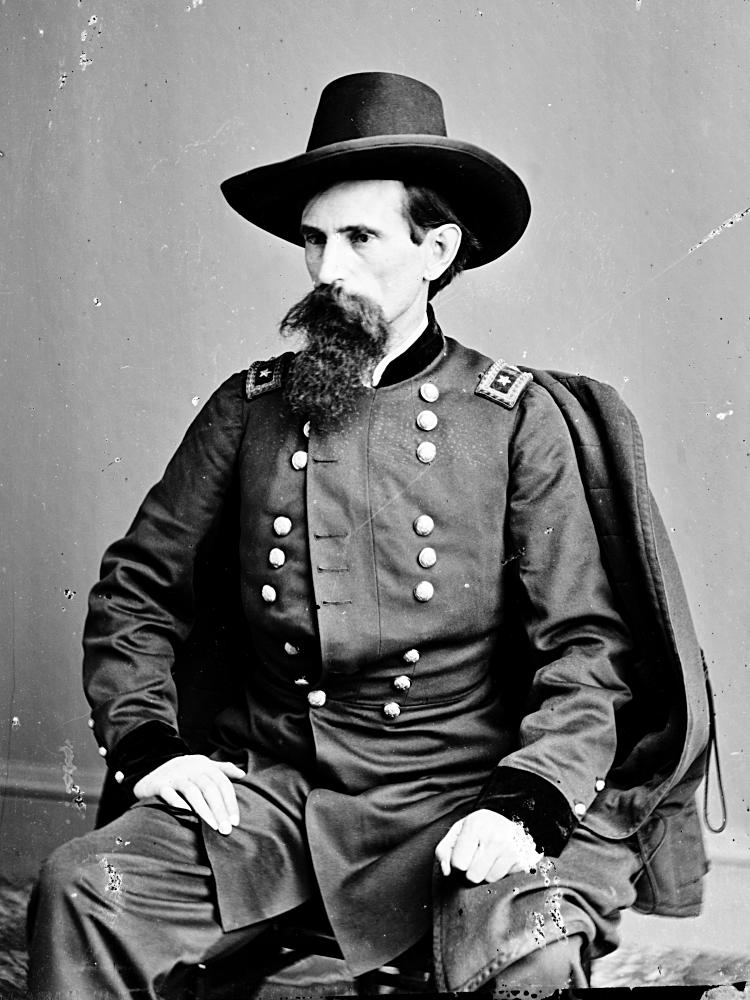
Maj. Gen. Lew Wallace, États-Unis

### La division perdue de Lew Wallace
Le groupe de Wallace avait été laissé en réserve près de Crump's Landing dans un lieu appelé Stoney Lonesome à l'arrière de la ligne de l'Union. Au moment de l'attaque des confédérés, Grant ordonna à Wallace de mener son unité pour renforcer Sherman. Wallace prit un chemin différent de celui prévu par Grant et en avançant plus tard qu'attendu, ses ordres étant ambigus. Lorsqu'il arriva sur place, il découvrit que Sherman avait été forcé de se retirer et n'était plus là où il devait se trouver. De plus, les lignes de front avaient tellement changé que Wallace se trouvait à présent à l'arrière des troupes confédérées. Un courrier lui apporta un message de Grant demandant où il se trouvait et pourquoi il n'était toujours pas arrivé à Pittsburg Landing où la ligne de l'Union combattait. Wallace était troublé car il pourrait certainement lancer une attaque sur l'arrière de la ligne confédérée ; après la guerre il avança que sa division aurait pu attaquer et vaincre les Confédérés si son avancée n'avait pas été interrompue. Néanmoins, il décida de faire demi-tour et de retourner à Stoney Lonesome. Au lieu de réaligner ses troupes pour que l'arrière-garde soit à l'avant, Wallace décida de faire marcher ses hommes en cercle pour que l'ordre initial soit préservé. Wallace retourna à Stoney Lonesome puis arriva à Pittsburg Landing vers 18 h 30 ou 19 h lorsque les combats avaient pratiquement cessé. L'appréciation du comportement de Wallace durant la bataille par Grant fut très négative et sa carrière militaire fut irrémédiablement ternie. Aujourd'hui, Wallace est plus connu comme l'auteur du roman Ben-Hur que comme soldat.

### Hornet's Nest

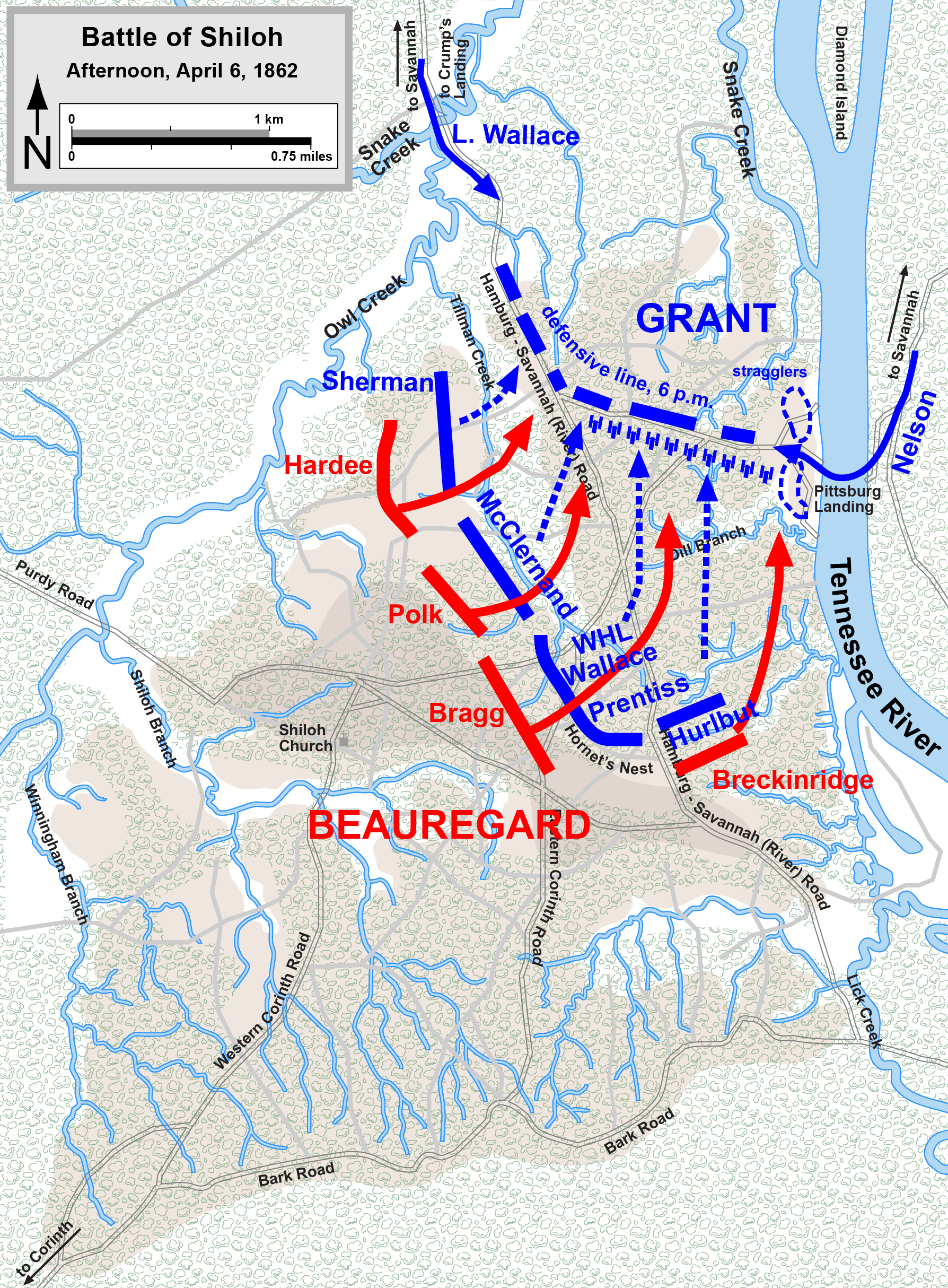
Carte de la bataille de Shiloh, après-midi du 6 avril 1862.

Vers 9 heures, les hommes des divisions de Prentiss et de W. H. L. Wallace établirent la principale ligne de défense nordiste sur une position le long d'une petite route de campagne appelée Hornet's Nest (« nid de frelons ») par les sudistes aujourd'hui communément appelée Sunken Road (« chemin creux ») même s'il existe peu de justification physique pour ce nom. Les Confédérés cherchèrent à prendre d'assaut la position durant plusieurs heures plutôt que de la contourner et ils subirent de lourdes pertes ; les historiens estiment qu'il y eut entre 8 et 14 charges différentes. Les forces de l'Union à gauche et à droite du Hornet's Nest furent repoussées et la position de Prentiss devint un saillant dans la ligne. La coordination des unités était difficile et des troupes se retirèrent en suivant les ordres de leurs officiers inférieurs. La désorganisation s'accrut après la blessure mortelle de Wallace qui commandait le gros des troupes de la position et des régiments commencèrent à se désintégrer. Cependant, les Confédérés ne parvinrent à briser la résistance nordiste qu'en tirant à courte portée avec plus de 50 canons sur la position ennemie qui tomba après près de sept heures de combats. Attaqué sur trois côtés, le général Prentiss se rendit et une grande partie des survivants nordistes, entre 2 200 et 2 400 soldats, fut capturée. Néanmoins leur sacrifice permit à Grant de préparer la dernière ligne de défense près de Pittsburg Landing.
Johnston fut touché à la jambe gauche vers 14 h 30 alors qu'il menait l'assaut contre la position de l'Union. Jugeant la blessure insignifiante, il ordonna à son chirurgien personnel de s'occuper des prisonniers nordistes blessés et en l'absence du médecin, il se vida de son sang en moins d'une heure car l'artère poplitée avait été sectionnée. Il s'agissait d'une perte importante pour la Confédération car Jefferson Davis considérait Albert Sidney Johnston comme son meilleur général ; c'était deux mois avant que Robert Lee n'émerge comme le général sudiste le plus important. Johnston fut l'officier le plus gradé à mourir au combat durant la Guerre de Secession. Beauregard assuma le commandement mais il n'avait qu'une vague idée de la disposition de ses troupes depuis sa position à l'arrière. Il ordonna que le corps de Johnston soit enveloppé et que sa mort soit gardée secrète pour ne pas affecter le moral de l'armée et reprit l'attaque du Hornet's Nest. Il s'agit probablement d'une erreur tactique car les flancs de l'Union reculaient lentement pour former une ligne semi-circulaire autour de Pittsburg Landing. Si Beauregard avait concentré ses forces contre les flancs, il aurait pu défaire l'armée nordiste et réduire le saillant du Hornet's Nest ultérieurement.

### Défense de Pittsburg Landing
Les flancs de l'Union furent repoussés mais ne cédèrent pas. Hardee et Polk obligèrent Sherman et McClernand à se replier en direction de Pittsburg Landing, ce qui exposait le flanc droit du Hornet's Nest. Juste après la mort de Johnston, Breckinridge, dont la division avait été gardée en réserve, attaqua l'extrême-gauche de la ligne de l'Union, chassa la brigade de David Stuart et ouvrit un chemin potentiel sur l'arrière de la ligne nordiste et sur le fleuve Tennessee. Néanmoins, les Confédérés firent une pause pour se réorganiser et se lancèrent à l'assaut du Hornet's Nest plutôt que d'exploiter la faiblesse du dispositif nordiste. Après la chute du Hornet's Nest, les derniers éléments de l'armée de l'Union établirent une solide ligne de défense de 5 km de long autour de Pittsburg Landing. Sherman commandait la droite de la ligne, McClernand le centre et la gauche du dispositif était défendue par les restes des divisions de W. H. L. Wallace, de Hurlbut et de Stuart et par des milliers de traînards qui se trouvaient sur la falaise au-dessus du débarcadère. La brigade de Jacob Ammen, appartenant à l'armée de Buell, arriva à temps pour être transportée par bateau et renforça la gauche de la ligne. La ligne de défense accueillait plus de 50 canons et était soutenue par les canonnières USS Lexington et USS Tyler. Une ultime charge confédérée menée par deux brigades et commandée par le brigadier-général Withers tenta de forcer la ligne de l'Union mais elle fut repoussée. Beauregard prépara une seconde tentative pour après 18 h alors que le soleil se couchait. Le plan des sudistes avait échoué car ils avaient repoussé Grant à l'est sur une position défendable le long de la rivière au lieu de l'avoir forcé à entrer dans les marais à l'ouest.

### Accalmie nocturne
Le soir du 6 avril fut une fin déprimante au premier jour de l'une des batailles les plus sanglantes de l'histoire américaine. Les cris pitoyables des blessés et des mourants dans la zone entre les armées pouvaient être entendus dans les deux camps durant toute la nuit. Un orage traversa le champ de bataille et les tirs réguliers des canonnières nordistes firent de la nuit une expérience misérable pour les combattants des deux côtés. Beauregard envoya un télégramme au président Davis pour annoncer « UNE VICTOIRE TOTALE » et il admit plus tard, « J'ai pensé que j'avais amené le général Grant juste à l'endroit que je désirais et que je pourrais en finir avec lui dans la matinée. » Ses hommes étaient enthousiastes car ils avaient capturé les camps de l'Union, fait de nombreux prisonniers et s'étaient emparés de tonnes de ravitaillement. Grant avait néanmoins des raisons d'être optimiste car la division de Lew Wallace et 15 000 hommes de l'armée de Don Carlos Buell commencèrent à arriver dans la soirée et étaient complètement opérationnels à l'aube. La décision de Beauregard de cesser l'attaque au crépuscule causa une large controverse historique. Braxton Bragg et le fils d'Albert Sidney Johnston, le colonel William Preston Johnston, furent parmi ceux qui déplorèrent « l'opportunité perdue de Shiloh ». Beauregard ne vint pas sur le front pour inspecter la force de la ligne nordiste et resta à l'église de Shiloh. Il ne tint pas non plus compte des rapports du colonel Nathan Bedford Forrest (et des fanfaronnades du général Prentiss fait prisonnier) indiquant que les hommes de Buell traversaient le fleuve pour renforcer Grant. À sa décharge, ses troupes étaient épuisées, il ne restait plus qu'une heure de jour et l'artillerie nordiste était un obstacle redoutable. Il avait également reçu une dépêche du brigadier-général Benjamin Hardin Helm du nord de l'Alabama indiquant que Buell avançait vers Decatur et non vers Pittsburg Landing.

## 7 avril

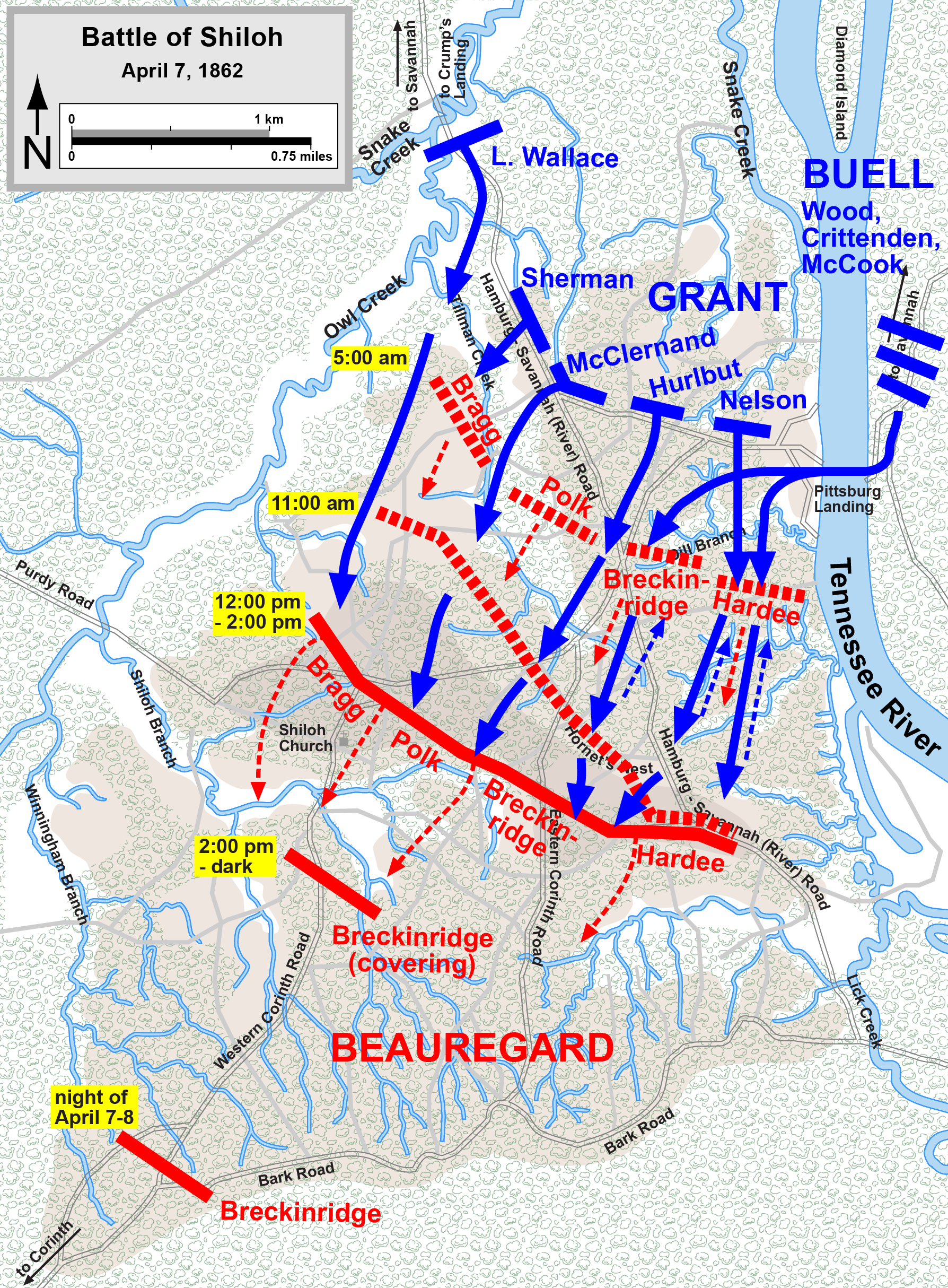
Carte de la bataille de Shiloh, 7 avril 1862.

Le 7 avril, l'armée de l'Union comptait environ 45 000 hommes. Les Confédérés avaient perdu près de 8 500 soldats le premier jour mais à cause des déserteurs et des traînards (certains soldats exploraient les camps de l'Union à la recherche de nourriture ou de butin), les commandants sudistes rapportèrent n'avoir pas plus de 20 000 hommes en état de combattre ; Buell contesta ce nombre après la guerre et avança qu'ils étaient au moins 28 000. Les Confédérés s'étaient retirés au sud dans les anciens camps de Prentiss et de Grant et le corps de Polk était retourné jusqu'au bivouac sudiste du 5 avril à 6,5 km au sud de Pittsburg Landing. Aucune ligne défensive n'avait été mise en place et peu d'hommes à part les officiers s'étaient réapprovisionnés. Les soldats étaient plus préoccupés par le besoin de trouver de l'eau, de la nourriture et un abri pour la nuit.
Ne sachant pas qu'il était très inférieur en nombre, Beauregard continua de préparer son offensive pour repousser Grant dans le fleuve. À sa grande surprise, les forces de l'Union commencèrent à lancer une contre-attaque massive et générale. La division de Lew Wallace fut la première à combattre à l'extrême-droite de la ligne de l'Union et elle repoussa la brigade du colonel Preston Pond en franchissant Tilghman Branch vers 7 h. À sa gauche, se trouvaient les survivants de la division de Sherman, de McClernand et de W. H. L. Wallace (à présent commandés par le colonel James M. Tuttle). Les divisions de Buell continuaient à droite avec Bull Nelson, Crittenden et McCook. Les unités confédérées étaient tellement mélangées qu'aucune cohésion n'existait au-dessus du niveau de la brigade. Il fallut deux heures pour localiser le général Polk et mener sa division jusqu'au sud-ouest. Vers 10 h, Beauregard avait stabilisé son front avec ses commandants disposés de gauche à droite, Bragg, Polk, Breckinridge et Hardee. Dans les broussailles près de Hamburg-Purdy Road, les combats étaient si intenses que Sherman rapporta dans son rapport de la bataille qu'il s'agissait « des tirs les plus nourris que j'ai jamais entendus ».
Sur la gauche de la ligne de l'Union, la division de Nelson mena l'attaque suivie de près par celles de Crittenden et de McCook. Après de violents combats, la division de Crittenden reprit le Hornet's Nest vers la fin de la matinée mais Crittenden et Nelson furent tous deux repoussés par des contre-attaques menées par Breckinridge. La droite de l'Union fit des progrès importants et chassa Bragg et Polk vers le sud. Sous la pression combinée de Crittenden et de McCook, Breckinridge fut obligé de se retirer et à midi, la ligne était parallèle à la Hamburg-Purdy Road.
Au début de l'après-midi, Beauregard lança une série de contre-attaques depuis l'église de Shiloh pour reprendre le contrôle de la route de Corinth. La droite nordiste fut temporairement repoussée. Crittenden, renforcé par Tuttle, s'empara de la jonction des routes de Hamburg-Purdy et de East Corinth et repoussa les Confédérés dans les anciens camps de Prentiss. Nelson reprit son attaque et captura les hauteurs surplombant Locust Grove Branch vers la fin de l'après-midi. La dernière contre-attaque de Beauregard fut flanquée et repoussée par l'avancée de la brigade du colonel James C. Veatch.
Réalisant qu'il avait perdu l'initiative, qu'il n'avait presque plus de munitions et de nourriture et que 10 000 hommes étaient morts, blessés ou prisonniers, Beauregard savait qu'il ne pouvait plus l'emporter. Il se replia derrière l'église de Shiloh en laissant 5 000 soldats commandés par Breckinridge pour couvrir sa retraite. Les nordistes furent tenus à distance jusqu'à 17 heures lorsque les Confédérés commencèrent un repli ordonné en direction de Corinth. Les soldats de l'Union épuisés s'arrêtèrent dans les anciens camps de Sherman et de Prentiss ; La division de Lew Wallace continua d'avancer mais comme elle n'était pas soutenue, elle s'arrêta et rebroussa chemin dans l'obscurité. La bataille était terminée mais la décision de Grant de ne pas lancer une poursuite immédiate durant les dernières heures du jour fut critiquée par Buell. Grant cita l'épuisement de ses hommes mais les Confédérés étaient probablement tout aussi épuisés. L'une des explications à la réticence de Grant était peut-être la relation complexe qu'il entretenait avec Buell. Grant était l'officier le plus expérimenté et était donc techniquement au commandement des deux armées mais les actions de Buell au cours des deux journées indiquent qu'il agissait indépendamment.

## 8 avril
Le 8 avril, Grant envoya Sherman vers le sud le long de la route de Corinth pour voir si les Confédérés s'étaient retirés ou s'ils se rassemblaient pour une nouvelle attaque. L'armée de Grant ne disposait pas d'un corps de cavalerie adapté à la reconnaissance ou à la poursuite d'un ennemi en retraite. Sherman marcha avec deux brigades d'infanterie de sa division et deux bataillons de cavalerie et ils rejoignirent la division du brigadier-général Thomas J. Wood appartenant à l'armée de Buell. À 10 km au sud de Pittsburg Landing, les hommes de Sherman arrivèrent dans un champ dégagé dans lequel se trouvait un grand campement et un hôpital de campagne confédéré protégé par 300 cavaliers commandés par le colonel Nathan Bedford Forrest. La route menant au camp était barré par des troncs d'arbres sur plus de 200 m. Alors que les nordistes progressaient lentement, Forrest ordonna une charge qui déboucha sur une violente mêlée au cours de laquelle le général Sherman manqua d'être capturé. À l'approche de la brigade du colonel Jesse Hildebrand, les troupes sudistes commencèrent à se replier mais Forrest continua d'attaquer sans réaliser qu'il était seul. Un soldat de l'Union tira à bout touchant dans le flanc de Forrest et le toucha au-dessus de la hanche manquant de peu la colonne vertébrale. Malgré sa sévère blessure, Forrest parvint à rester sur son cheval et à s'échapper ; il survécut à sa blessure et à la guerre. L'Union perdit une centaine d'hommes, principalement capturés durant la charge de Forrest, dans cet incident qui est connu sous le nom de Fallen Timbers (« troncs couchés »). Après la capture de l'hôpital de campagne sudiste, Sherman repéra l'arrière-garde de Breckinridge et se replia après qu'il eut déterminé que l'ennemi se préparait à contre-attaquer.

## Conséquences
Immédiatement après la bataille, les journaux du nord vilipendèrent Grant pour sa conduite de la bataille le 6 avril. Les journalistes, dont la majorité n'étaient pas sur le terrain, avancèrent que Grant était ivre et que de nombreux soldats avaient été tués dans leurs tentes à cause du manque de préparatifs défensifs. Malgré la victoire de l'Union, la réputation de Grant fut ternie et beaucoup attribuèrent la victoire à Buell qui aurait repris le contrôle des forces démoralisées pour les mener à la victoire le 7 avril. Les réclamations demandant son renvoi affluèrent à la Maison-Blanche mais le président Lincoln répondit fameusement « je ne peux le renvoyer, cet homme se bat ». Sherman devint le héros de la bataille et sa fermeté sous le feu ennemi et au milieu du chaos racheta ses erreurs dans les préparatifs défensifs du camp de l'Union. Aujourd'hui, le rôle de Grant est cependant reconnu positivement car il parvint à conserver un esprit clair malgré les circonstances difficiles et sa vision globale de la bataille permit le retournement de situation victorieux du 7 avril.

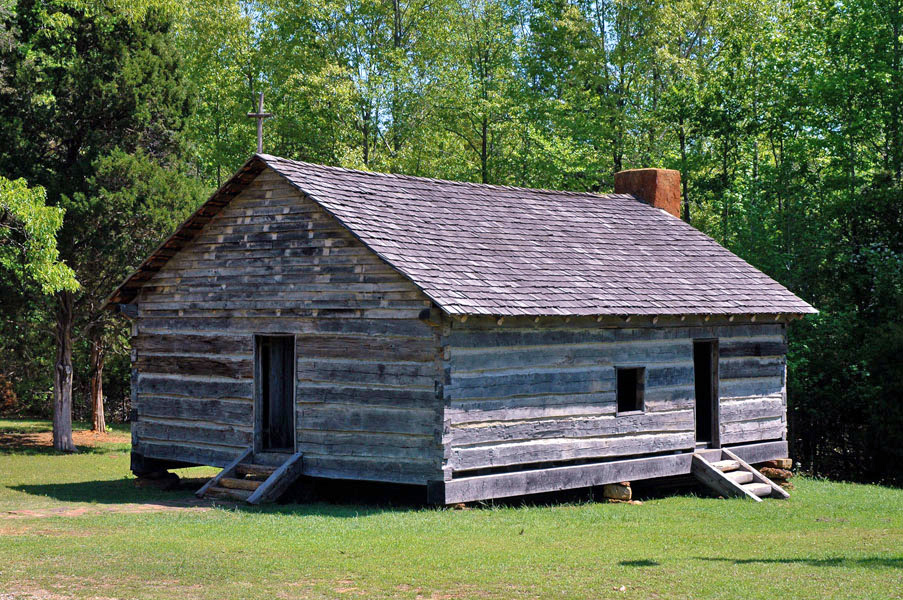
L'église de Shiloh dans le Shiloh National Military Park en 2006. L'église originale fut détruite lors de la bataille. Le bâtiment actuel est une réplique érigée en 2003 sur le site de l'affrontement par l'organisation Sons of Confederate Veterans du Tennessee.

Néanmoins, la carrière de Grant fut endommagée par la bataille de Shiloh. Henry W. Halleck rassembla et réorganisa ses armées et relégua Grant à une position de commandant en second. Dans les mois qui suivirent, les forces de l'Union, menées personnellement par Halleck, progressèrent lentement vers Corinth et la ville tomba le 10 juin tandis qu'une force amphibie sur le Mississippi détruisit la flotte fluviale sudiste à Memphis. Halleck fut promu au rang de commandant en chef de toutes les armées de l'Union et Grant retrouva son commandement. L'année suivante, ce dernier continua sa progression le long du Mississippi et assiégea Vicksburg. Après la reddition de la ville et la chute de Port Hudson à l'été 1863, le Mississippi était sous le contrôle de l'Union et la Confédération était coupée en deux. Du côté confédéré, Beauregard se replia vers Corinth mais il ne défendit pas la ville et continua de se retirer. Cette décision controversée lui coûta son commandement de l'armée du Mississippi qui fut transféré à Braxton Bragg. À l'automne 1862, ce dernier mena une invasion du Kentucky mais fut repoussé lors de la bataille de Perryville. Beauregard organisa la défense de Charleston en Caroline du Sud mais ses relations difficiles avec le président Davis l'empêchèrent de retrouver un commandement important.
La bataille de Shiloh fut, à l'époque, la plus sanglante de l'histoire américaine. L'Union déplora 13 047 victimes (1 754 tués, 8 408 blessés et 2 885 disparus) ; l'armée de Grant supporta le gros des combats durant les deux jours et les pertes s'élevèrent à 1 513 tués, 6 601 blessés et 2 830 disparus ou prisonniers. Les pertes confédérées furent de 10 699 hommes (1 728 tués, 8 012 blessés et 959 disparus ou prisonniers). Les deux camps furent horrifiés par le carnage. Personne ne pensait que la guerre allait durer encore trois années et que huit batailles allaient être encore plus sanglantes.